# كاستلو دي دوينو
كاستلو دي دوينو (بالإيطالية Castello di Duino) جائزة عالمية مخصصة للشعر. تنظمها جمعية شعر وتضامن التطوعية بمدينة ترييستي بإيطاليا. وتشرف عليها الأستاذة غابرييلا فاليرا غروبر.
تقدم الجائزة كل عام، حيث يُقام مؤتمر «الحق في الحوار» في إيطاليا, وتوجه الجائزة إلى جميع الشعراء وجميع اللغات.
للجائزة نشاطات أخرى منها طباعة الكتب وتوزيعها حول العالم، حيث يعود الريع لجمعية لوشيتا أوتا دأنجيلو هروفاتين للأطفال ضحايا الحرب.

## شعراء عرب نالوا الجائزة
فقط قليل من الشعراء العرب حازوا جائزة كاستلو دي دوينو للشعر، منهم الشاعر العراقي حسام السراي والشاعر السوري عمر حكمت الخولي والشاعر العراقي ياس السعيدي عام 2009. والشاعر السوري نوزاد جعدان عام 2010.